# USS Commodore Perry
El USS Commodore Perry (1858) fue un vapor de 512 toneladas largas (520 t) adquirido por la Armada de la Unión durante el primer año de la guerra civil estadounidense.
El Commodore Perry estaba equipado como una cañonera con armas pesadas y una gran tripulación de 125 oficiales y personal alistado. Sus poderosos cañones eran capaces de causar un daño considerable a los corredores de bloqueo o las fortificaciones costeras de los Estados Confederados de América.

## Construido enNueva York
El Commodore Perry, un ferry armado con ruedas laterales, fue construido en 1859 por Stack y Joyce, Williamsburg, Nueva York; comprado por la Marina el 2 de octubre de 1861; y comisionado a finales de mes, el maestro interino FJ Thomas al mando.
El buque fue nombrado en honor al comodoro Oliver Hazard Perry, quien comandó las fuerzas estadounidenses en el lago Erie en la guerra de 1812, y su hermano Matthew Calbraith Perry, quien negoció el histórico tratado de la Convención de Kanagawa que abrió Japón al comercio estadounidense, y que había muerto el año anterior, en 1858.

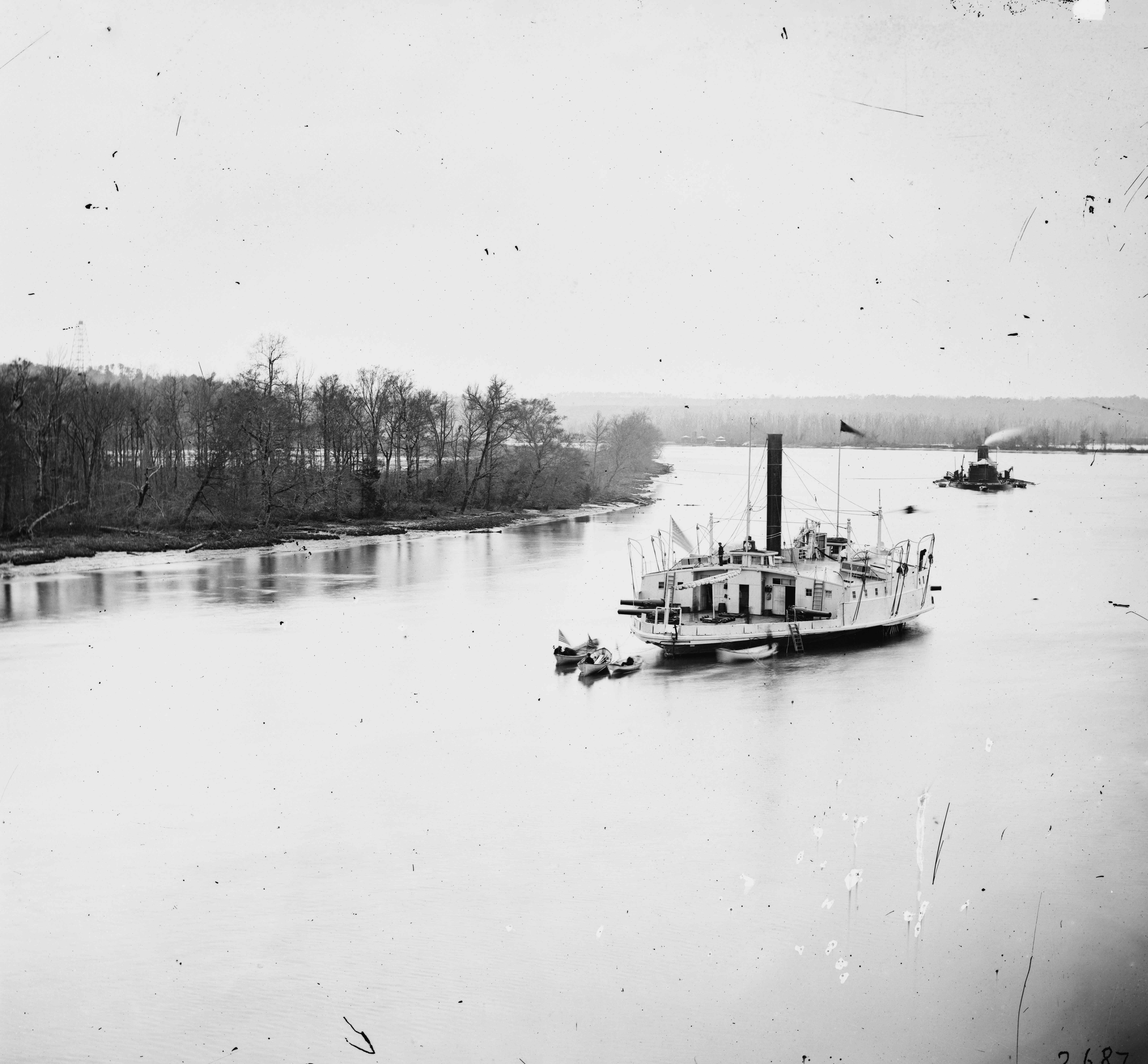
El Commodore Perry y el USS Canonicus.

## Servicio de guerra civil

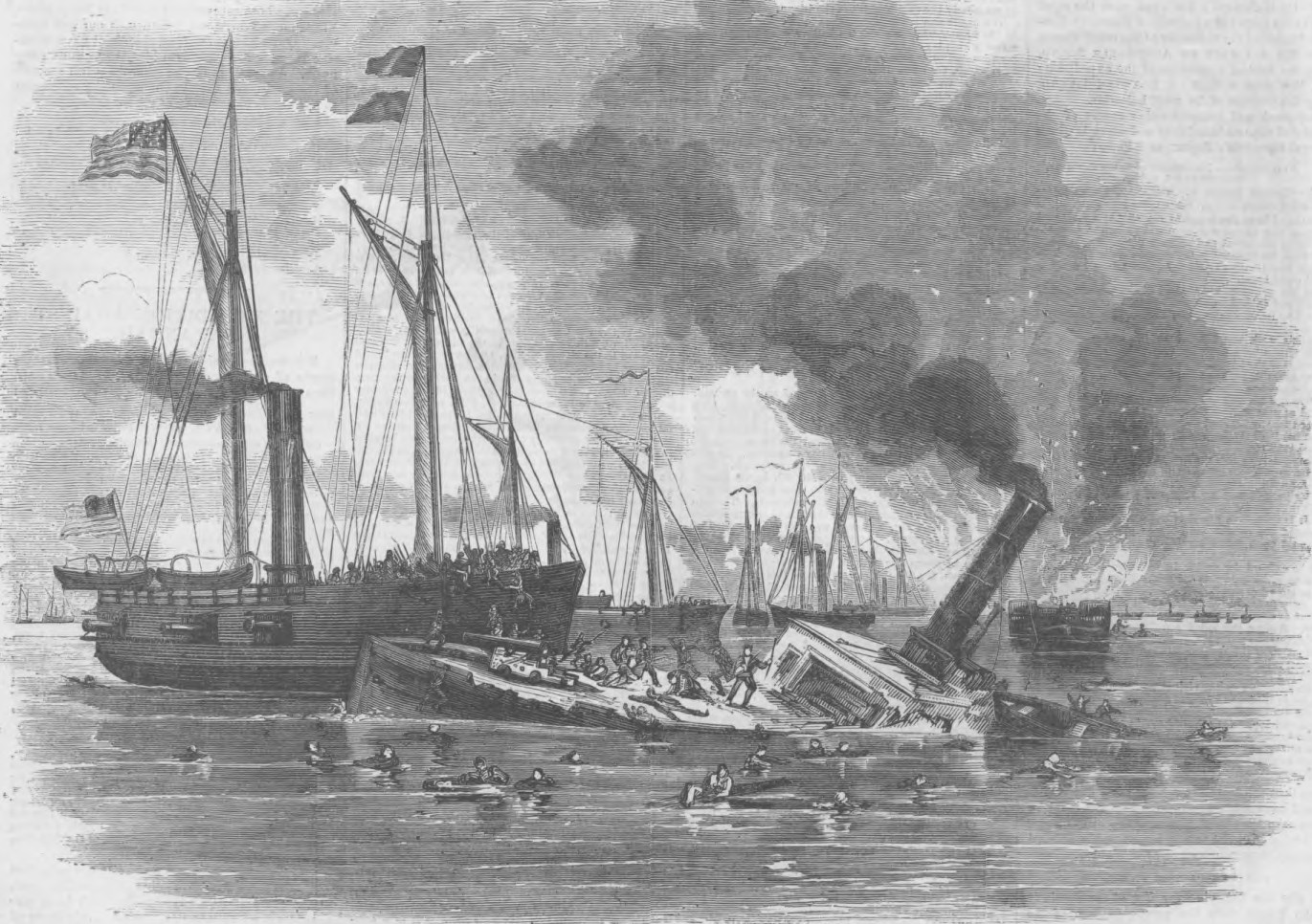
Destrucción de la flota del Comodoro Lynch, el buque hundiéndose es el CSS Sea Bird y el buque que lo atraca podría ser el Commodore Perry.

### Asignado al bloqueo del Atlántico Norte
El Commodore Perry zarpó de Hampton Roads, Virginia el 17 de enero de 1862 para unirse al Escuadrón de Bloqueo del Atlántico Norte, y del 7 al 8 de febrero participó en el ataque, en cooperación con el Ejército de la Unión, que resultó en la rendición de Roanoke Island , parte de la larga campaña a través de la cual la Marina aseguró puntos costeros clave.
El 9 de julio de 1862, a las 2 a. m., las cañoneras estadounidenses Commodore Perry, Shawsheen y Ceres, salieron de Plymouth, Carolina del Norte, y remontaron el río Roanoke en una expedición a Hamilton, donde se informó que estaba estacionada una gran fuerza de confederados. En el Perry, que estaba comandado por el teniente. OW Flusser. USN, eran 20 hombres de Co. F, del 9.º Regimiento de Infantería Voluntaria de Nueva York, (Hawkins 'Zouaves,) bajo el Capitán WW Hammell. En el Shawsheen había diez hombres de la misma compañía al mando del sargento David J. (más conocido como Jack) Green, y diez hombres en el Ceres, comandados por el teniente. Joseph A. Greene, también de Co. F. Lieut. Flusser, en su informe al oficial de bandera Goldborough, dice: "Aproximadamente a la 1 de la tarde en. Nos dispararon desde la orilla sur del río con fusileros, devolvimos el fuego con grandes cañones y armas pequeñas, y avanzamos hacia Hamilton. , donde esperaba encontrarme con el enemigo en fuerza. Estuvimos bajo fuego durante dos horas corriendo muy despacio y vigilando una batería. Dos o tres millas más abajo de Hamilton encontramos una batería desierta. En Hamilton desembarcamos 100 hombres, soldados y marineros y una pieza de campo, pero los rebeldes, que nos dispararon desde los altos bancos, donde estaban relativamente a salvo, tenían miedo de encontrarnos. El vapor Wilson, perteneciente a los rebeldes, corrió a nuestras manos en Hamilton y fue tomado posesión. Los oficiales y hombres, tanto soldados como marineros, se comportaron con gran espíritu ". El maestro interino Mac Diarmid, al mando de los Ceres, en su informe del asunto a su oficial superior, con fecha del 10 de julio de 1862, dice: "Cuando dentro de un pocos kilómetros de Hamilton, fue disparado por el enemigo desde la orilla izquierda con armas pequeñas. Fuego devuelto con grandes cañones y armas pequeñas. Este disparo se mantuvo en ambos lados hasta una media milla de Hamilton. El teniente Greene resultó herido en la pierna por la primera descarga, pero se sentó en cubierta y cargó los mosquetes para sus hombres". El maestro interino Mac Diarmid, al mando de los Ceres, en su informe del asunto a su oficial superior, con fecha del 10 de julio de 1862, dice: "Cuando a unas pocas millas de Hamilton, fue disparado por el enemigo desde la izquierda banco con armas pequeñas. El fuego devuelto con grandes armas y armas pequeñas. Este fuego se mantuvo en ambos lados hasta una media milla de Hamilton. El teniente Greene resultó herido en la pierna por la primera descarga, pero se sentó en la cubierta y cargó el mosquetes para sus hombres". El maestro interino Mac Diarmid, al mando de los Ceres, en su informe del asunto a su oficial superior, con fecha del 10 de julio de 1862, dice: "Cuando a unas pocas millas de Hamilton, fue disparado por el enemigo desde la izquierda banco con armas pequeñas. El fuego devuelto con grandes armas y armas pequeñas. Este fuego se mantuvo en ambos lados hasta una media milla de Hamilton. El teniente Greene resultó herido en la pierna por la primera descarga, pero se sentó en la cubierta y cargó el mosquetes para sus hombres". El teniente Greene resultó herido en la pierna por la primera descarga, pero se sentó en cubierta y cargó los mosquetes para sus hombres". El teniente Greene resultó herido en la pierna por la primera descarga, pero se sentó en cubierta y cargó los mosquetes para sus hombres ".
El Commodore Perry participó en la captura de Elizabeth City, Carolina del Norte, el 10 de febrero, y al día siguiente capturó la goleta Lynnhaven. A medida que continuaban las operaciones a lo largo de la costa de Carolina del Norte, se unió a la captura del New Berne y el Washington en marzo, y en abril se llevó solo o en concierto con otros de su escuadrón cuatro goletas y un balandro en el río Pasquotank y New Begun Creek.
El 3 de octubre, el Commodore Perry se unió a una expedición del Ejército y la Armada contra Franklin, Virginia, y el 10 de diciembre se unió a un ataque contra Plymouth, Carolina del Norte. Cuatro tripulantes recibieron la Medalla de Honor por sus acciones durante la expedición contra Franklin: el contramaestre John Breen, el marinero Lakin, el marinero Alfred Peterson y el marinero John Williams.  Después de otra expedición combinada contra Hertford, Carolina del Norte el 30 de enero de 1863, el Commodore Perry patrullaba constantemente en Pamlico y Albemarle Sound y los arroyos que entran en ellos, intercambiando fuego frecuentemente con pequeños destacamentos de confederados en tierra.

### Reparado en Norfolk y Baltimore
Reparada en Norfolk, Virginia y Baltimore, Maryland a fines de 1863, regresó a su escuadrón en marzo de 1864 para el servicio en las aguas interiores y costeras de Virginia en servicio de piquete, guardia y patrulla, uniéndose a muchas expediciones anfibias, hasta el cierre de la guerra.

## Desmantelamiento de posguerra
Zarpó de Norfolk a la ciudad de Nueva York el 12 de junio de 1865, y fue dado de baja el 26 de junio. El 12 de julio, fue vendida a New York and Brooklyn Ferry Company por $ 16,500 ($ 278,958 en términos actuales).

## Nota
A partir de 2020, ningún otro barco de la Armada de los Estados Unidos ha sido nombrado Commodore Perry. Sin embargo, el United States Revenue Cutter Service (USRC), un precursor de la Guardia Costera de los Estados Unidos, tenía al menos dos barcos llamados Commodore Perry. Consulte USS Perry y USRC Commodore Perry para conocer otros barcos con el nombre de Oliver Hazard Perry.